# Dziewicze lasy Komi
Dziewicze lasy Komi – obszar znajdujący się w północnej części gór Ural, na terenie Republiki Komi w Rosji, wpisany na listę światowego dziedzictwa UNESCO. Z powierzchnią 32 800 km² jest to największa puszcza w Europie.

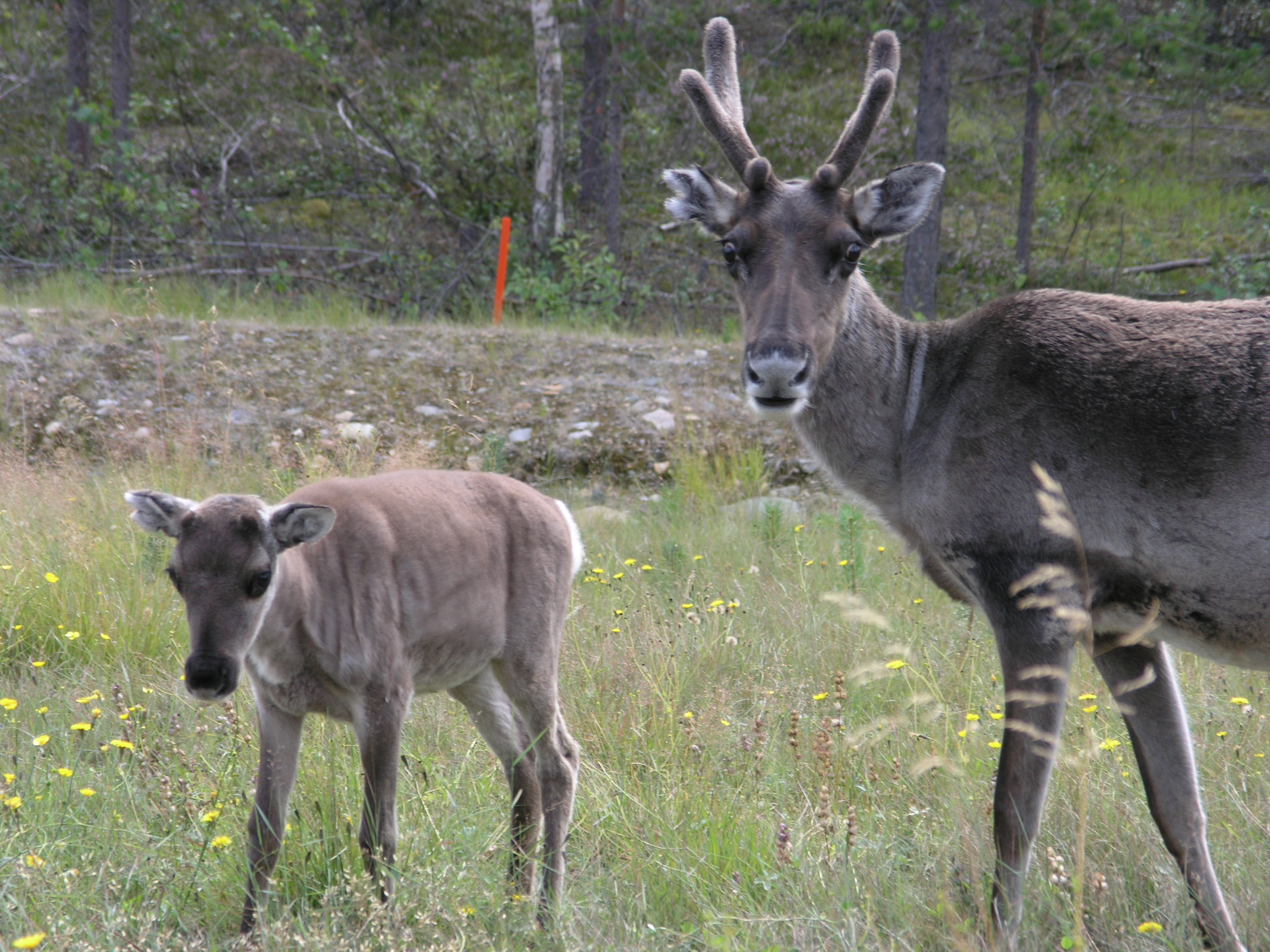
Renifer

Dziewicze lasy Komi są częścią tajgi syberyjskiej. Dominujące gatunki drzew to świerk syberyjski, jodła syberyjska oraz modrzew syberyjski. Na terenie puszczy licznie występują renifery, sobole, norki oraz zające.
Lasy są częścią Peczorsko-Iłyckiego Rezerwatu Biosfery oraz parku narodowego Jugyd wa. Jest to pierwszy obiekt przyrodniczy w Rosji wpisany na listę dziedzictwa UNESCO. Wpis częściowo uchronił las przed nieuchronną wycinką drzew. Problem ten nadal jednak pozostaje jak i nielegalnego wydobycia złota.
Pomimo wpisania obszaru na listę UNESCO, rząd oraz ministerstwo środowiska Republiki Komi podejmują starania w celu umożliwienia wydobycia złota na tym obszarze. Dotychczasowe próby zmiany granic chronionego obszaru zostały jednak odrzucone przez Sąd Najwyższy republiki.